# Zetomimus naias
Zetomimus naias är en kvalsterart som beskrevs av Valerie M. Behan-Pelletier 1998. Zetomimus naias ingår i släktet Zetomimus och familjen Ceratozetidae. Inga underarter finns listade i Catalogue of Life.